# Vicon

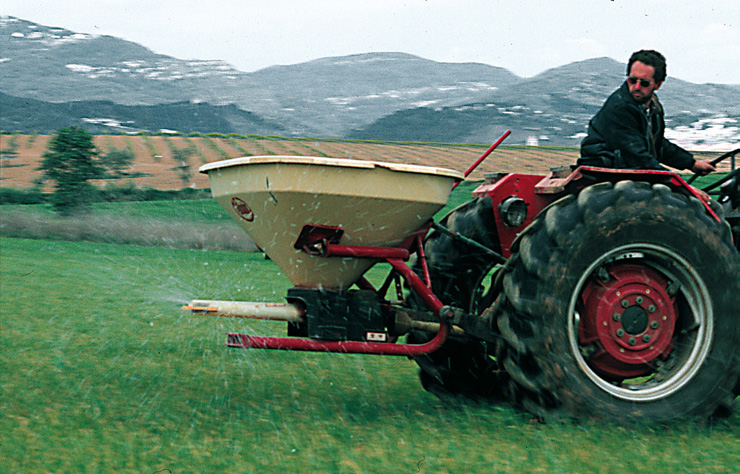
Wahadłowy rozsiewacz nawozów Vicon

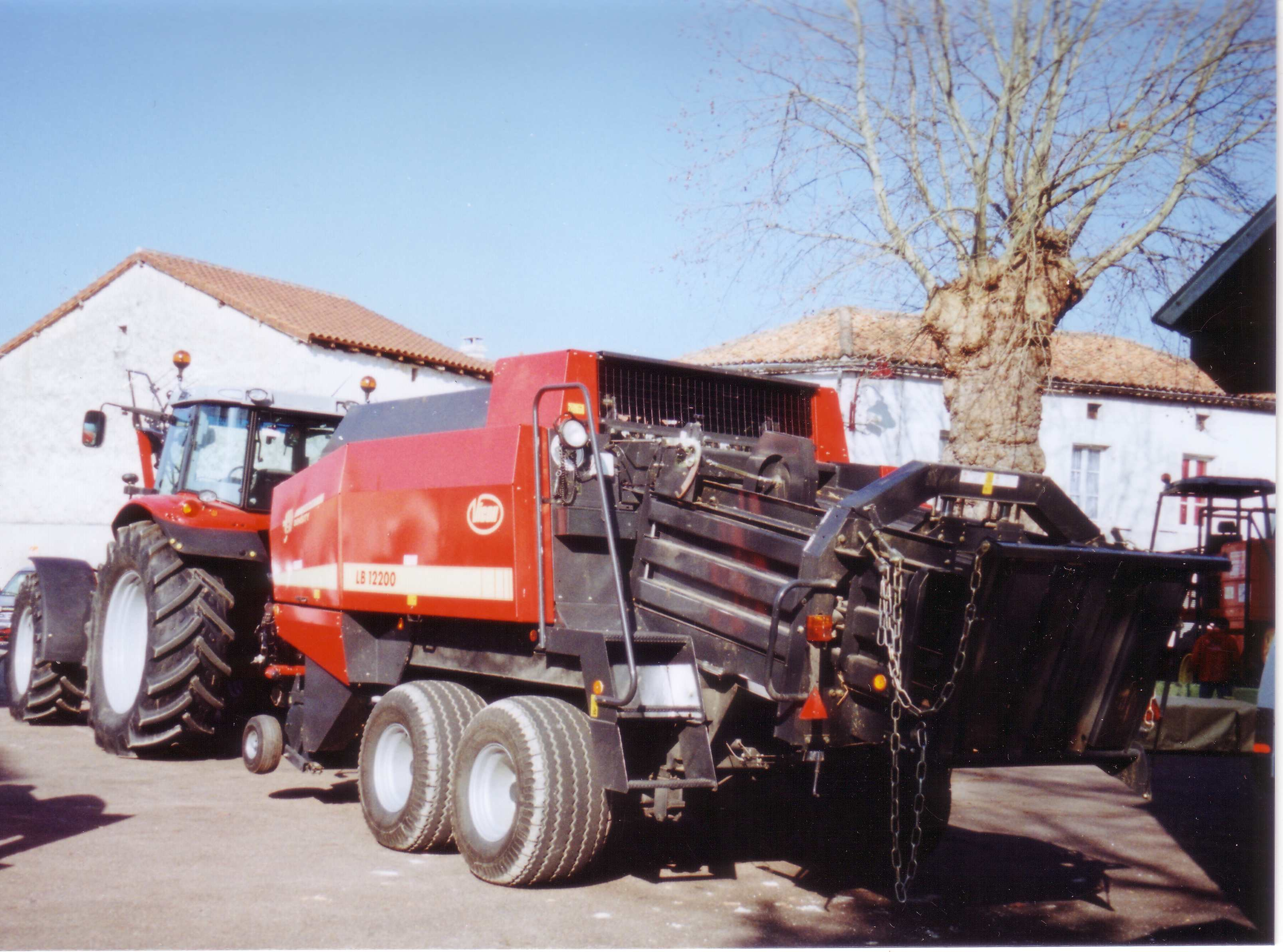
Wielkogabarytowa prasa Vicon LB 12 200

Vicon (Vissers Construction Nieuw-Vennep) – były producent maszyn rolniczych z Nieuw-Vennep. Obecnie jest częścią Kverneland Group, która używa marki Vicon w odniesieniu do niektórych produkowanych produktów.

## Historia
Firma Vissers Construction Nieuw-Vennep została założona w 1910 roku przez Hermanusa Vissersa.
W 1955 Vicon przeniósł się do nowej siedziby w Nieuw-Vennep. Całkowicie nowy zakład został zbudowany w miejscu, w którym Grupa Kverneland Nieuw-Vennep BV nadal produkuje maszyny.
W 1957 wprowadzono do produkcji rozsiewacz nawozów z wahadłowym systemem wysiewu.
W 1968 wyprodukowano pierwszą kosiarkę dyskową. W 1972 kosiarki dyskowe zostały wyposażone w trójkątne dyski będą ce do dziś znakiem rozpoznawczym tej marki. W 1981 roku wszystkie akcje Vicon zostały zakupione przez Thyssen Bornemisza, duża międzynarodowa grupę przemysłową, która następnie zakupiła francuskiego producenta pras zwijających Rivierre Casalis.
W roku 1984 nabyto gamę opryskiwaczy belgijskiej firmy Allaeys. Przełomowym wydarzeniem było zastosowanie mikroelektroniki w maszynach rolniczych. Do produkcji została wprowadzona wielkogabarytowa prasa HP 1600 pierwsza elektrohydraulicznie sterowana prasa zdolna wytwarzać wysokiej jakości bele.
W 1990 roku w wyniku konsolidacji prowadzonej przez Thyssen Bornemisza fabryki Vicon, PZ Zweegers & Zonen z Geldrop, Rivierre-Casalis z Fleury-les-Aubrais i część firmy Deutz-Fahr z Gottmadingen zostały połączone w jedną organizację zwaną Greenland.
W 1998 roku norweski koncern Kverneland Group nabył firmę Greenland Group a wraz z nią markę Vicon. oferując od tej pory maszyny rolnicze pod markami Kverneland i Vicon.